# Swona
Swona är en obebodd ö i Storbritannien.   Den ligger i kommunen Orkneyöarna och riksdelen Skottland, i den norra delen av landet, 800 km norr om huvudstaden London. Arean är 1,2 kvadratkilometer.
Terrängen på Swona är mycket platt. Öns högsta punkt är 32 meter över havet. Den sträcker sig 2,1 kilometer i nord-sydlig riktning, och 1,3 kilometer i öst-västlig riktning.